# Zrínyi Honvédelmi és Haderőfejlesztési Program

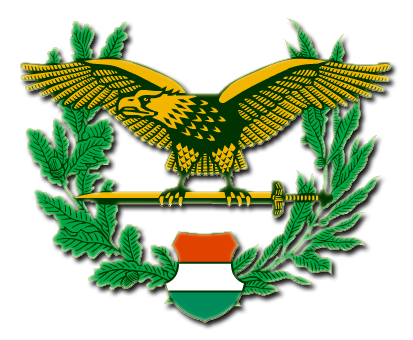
A Magyar Honvédség logója

A Zrínyi Honvédelmi és Haderőfejlesztési Program (korábban: Zrínyi 2026) a Magyar Honvédség haderőfejlesztési programja, amely azt tűzi ki célul, hogy a Honvédség a régió egyik legkorszerűbb hadereje legyen 2026-ra. 2016. december 20-án Simicskó István honvédelmi miniszter meghirdette a Zrínyi 2026 elnevezésű honvédelmi-haderőfejlesztési programot, amely több évtizedes műszaki és infrastrukturális lemaradás ledolgozását célozta meg. A minden fegyvernemet érintő fejlesztési programmal párhuzamosan egy hadiparfejlesztési program is megvalósul: amelyik eszköz beszerzésénél erre lehetőség volt, ott hazai gyártás, összeszerelés vagy valamilyen más gazdasági ellentételezés is megvalósul. Ennek köszönhetően a honvédelemre fordított kiadások egy része megtérül illetve a beszállítói láncokon keresztül élénkíti az ország gazdaságát.
Az eredetileg 2026-ra lezárni tervezett program egyre inkább bővülni látszik és a kormányzat képviselői már inkább Zrínyi 2030-ról beszélnek. 2022 májusában döntés született a program felgyorsításáról a megváltozott európai biztonsági helyzet okán.
2022 november közepére elkészült a Haderő Fejlesztési Program átdolgozott, a következő 10 évre vonatkozó tervezete, amely az ukrajnai háború tapasztalatai alapján nyilvánvalóvá vált kihívásokra is választ ad. Novák Katalin köztársasági elnök 2022. november 15-i hatállyal felmentette tisztségéből Maróth Gáspárt, a Honvédelmi Minisztérium védelempolitikáért és védelmi fejlesztésekért felelős államtitkárát, aki kormánybiztosként, majd államtitkárként elévülhetetlen érdemeket szerzett az elmúlt években a Honvédelmi és Haderőfejlesztési Program megteremtéséért.
2022 után a gazdasági nehézségek miatt a haderőfejlesztés üteme lelassult, az új eszköz beszerzések megritkultak. Jellemzően csak a már korábban megrendelt technikai eszközök beérkezéséről szólnak a hírek.

## A fejlesztés szükségessége
A fejlesztés szükségességének okaira a Magyarország Nemzeti Katonai Stratégiája című dokumentum ad választ.
Mint írják, a Zrínyi Honvédelmi és Haderőfejlesztési Program egyszerre magában foglalja a hadiipar és a haderő fejlesztését is, erre azért van szükség, mert bár Magyarország egyetlen államot sem tart ellenségének, a nemzeti önerő a 21. század gyorsan változó biztonsági környezetében szükségesebb, mint a hidegháborút követően bármikor. Az orosz-ukrán konfliktus, a közel-keleti és észak-afrikai polgárháborúk új fenyegetést jelenthetnek Európára és Magyarországra egyaránt. Az Egyesült Államok és Kína közötti feszültség miatt a NATO főerejét adó amerikai fegyveres erők figyelme és erőforrásai is egyre inkább az ázsiai térségre koncentrálódnak. Szükséges tehát, hogy Európa országai önálló védelmi képességeiket fejlesszék, erősítsék.
A magyar haderő gyors ütemű fejlesztését a Honvédség eszközeinek és infrastruktúrájának elavultsága, rossz műszaki állapota teszi szükségessé. Az évtizedeken át tartó alulfinanszírozottság és leépítés eredményeként a 2010-es évekre néhány kisebb külföldi missziót leszámítva a Honvédség gyakorlatilag alkalmatlanná vált bármilyen hadműveletben való részvételre. A megváltozott nemzetközi környezetnek és az ehhez igazodó NATO elvárásoknak megfelelően a Honvédség fejlesztése szükségessé és halaszthatatlanná vált.
A NATO elvárásokhoz igazodva a Magyarország Nemzeti Katonai Stratégia meghatározza a Honvédség részére az elérendő szervezeti formákat: egy nehéz-, egy közepes- és egy különleges rendeltetésű dandár létrehozását és hadrendbe állítását tűzte ki célul. A stratégia a védelmi beszerzéseket és a védelmi költségvetést is hozzárendeli a sikeres megvalósításhoz.
A Honvédség finanszírozása a tervek szerint 2024-ben éri el a NATO felé vállalt 2%-os GDP arányt, amit fenntartva hosszú távon biztosítható a korszerű eszközpark és infrastruktúra illetve megfelelő szakmai és bérszínvonal.
Oroszország ukrajnai inváziója következtében megváltozó biztonsági helyzet miatt 2022 májusában a magyar kormány úgy határozott, hogy a Zrínyi programot felgyorsítja és 2030-ig tervezett beszerzéseket és beruházásokat 2027-28-ra szeretné megvalósítani. A program gyorsításának korlátai elsősorban a szűkös hadipari kapacitások illetve a gazdasági nehézségek lehetnek.

## A magyar hadipar fejlesztése
2015-ben harminc-harmincöt védelmi és biztonságtechnikai profilú cég volt Magyarországon a Zrínyi 2026 Honvédelmi és Haderőfejlesztési Program megtervezésekor; ez nagyon kevés nemhogy ahhoz, hogy egy ország haderejét, hanem akár annak bizonyos kulcselemeit el lehessen látni haditechnikai eszközökkel.
A meglévő korábbi hazai fegyverzetgyártó vagy hadiipari kapacitások a Zrínyi 2026 programhoz minimálisan tudtak kapcsolódni, és a szükséges felszerelés a gyártását nem, vagy nagyon kevés elemében tudták biztosítani. Ezért döntött úgy a kormányzat, hogy európai védelmi iparra teszi a voksot: szétnéztek, hogy milyen európai védelmi ipari opciók vannak, és hol lehet részben a már meglévő ipari kapcsolatokon alapulva bízni abban, hogy a hosszú távú elköteleződés meg fog térülni mindkét félnek.
Végül a német iparra esett a választás, aminek vannak nagyon racionális okai. Részben van már egy nagyon komoly ipari együttműködés – például a gépjárműipar terén –, amihez már egy mérnöki és fejlesztő mérnöki munka is kapcsolódik, és ugyanezt szeretné védelmi ipari területen is bizonyos szegmensekben megteremteni a kormányzat:
Az a terv például, hogy legyen a Lynx harcjármű gyártása Magyarországon, és legyen hozzá kapcsolódó innováció, kutatás-fejlesztés is, bekapcsolva néhány már meglévő és újonnan létrehozandó hazai kutatás-fejlesztési központot. Vannak olyan, a nemzeti haderő alapellátáshoz szükséges gyártási kapacitások, amit magyar fennhatóság alatt kívánnak megteremteni: ilyen az említett lőpor, lőszer, kézi lőfegyver, bizonyos tüzérségi lőszerkategóriák. Vannak olyan elemek, amiket nagyon hasznos és célszerű lenne így megteremteni, de idő és pénz hiányában nem tudnánk belátható időn belül előállítani ezeket. Ilyenek a fejlett nagy fegyverrendszerek: különféle rakétarendszerek, harckocsik vagy páncélozott szállító járművek. Ezért inkább az állam bevásárolja magát a védelmi ipari termelési láncba. Cél, hogy legyen egy leányvállalat itthon, majd a következő lépésben valamilyen innovatív fejlesztésnek vetnénk alá a már bevált, működő kész terméket – például a Lynxet. Ezt igyekszünk tovább értékesíteni, illetve perspektivikusan 20-30 éven belül még tovább fejlesztenénk bizonyos szegmenseket. Ezek olyan, a német csúcstechnológián alapuló világszínvonalú piacképes termékek lennének, amiket el tudunk adni.
A szövetségi rendszerünkkel szemben ellenérdekelt államokat leszámítva politikai megkötések nincsenek, hogy melyik országból szerezzen be fegyvereket Magyarország, ám alapvetően a német-török-izraeli "háromszög" érvényesül a kedvező ipari együttműködési lehetőségeknek és magas műszaki színvonalnak köszönhetően. A magyar hadipar újjáteremtésében a kulcsszerep a német Rheinmetall vállalaté lett, amely számos, a magyar állammal közös beruházást valósít meg hazánkban.
2022 szeptemberében a nagy múltú csehországi AERO Vodochody AEROSPACE a.s. repülőgépgyártó vállalat 80%-os tulajdon részét áttételesen birtokló HSC Aerojet Zrt. a magyar állam tulajdonába került. Az illetékes miniszter az állami tulajdonosi jogok gyakorlójaként az N7 Holding Nemzeti Védelmi Ipari Innovációs Zrt.-t jelölte ki, amely a magyar állami tulajdonú hadipari vállalatokat hivatott összefogni.
2022 december 15-én a várpalotai lőszergyár-komplexum alapkőletétele megtörtént. A Rheinmetall vállalat és magyar állam közös beruházásaként megvalósuló lőszergyár várhatóan 2024 végén kezd termelni. A komplexum területén egy RDX-et előállító robbanóanyag gyár is épül majd, valamint magyar állami tulajdonban lévő HDS vállalat aknagránát-gyára is ide települ majd. Közepes kaliberű lőszergyár 2024 októberében el is kezdte a termelést.

## Beszerzések, infrastrukturális és ipari fejlesztések

### Grafikus összefoglaló beszerzések ütemezéséről
A fontosabb eszközbeszerzések és azok megvalósulása idővonalon ábrázolva alább láthatóak 2022 novemberi állapot szerint. Fontos megjegyezni, hogy a szállítási időkben akár fél-egy éves csúszások is lehetségesek az eredeti tervekhez képest.

### Főbb események időrendben
Az alábbiakban a már ismert hadi beszerzések, fejlesztések valamit az azokhoz köthető ipari beruházások kerülnek bemutatásra időrendi sorrendben, a főbb mérföldköveket is jelezve. A feltüntetés sorrendje az információ nyilvánosságra kerülésének időpontját követi, nem a beszerzésre vonatkozó szerződés kötését - noha sok esetben kettő fedheti egymás. Az adott év védelmi célú kiadásainak mértéke a Világbank adatbázisa alapján kerül közlésre.
N.A. = nincs adat

#### 2016 beszerzései és eseményei
Katonai, védelmi kiadások összege: 1,289 milliárd USD
Katonai, védelmi kiadások mértéke a GDP százalékában: 1,003%
| Dátum           | Beszerzés / beruházás tárgya   | Mennyiség | Költség | Rövid leírás | Kép |
| --------------- | ------------------------------ | --------- | ------- | --- | --- |
| 2016. augusztus | 2015M gyakorló ruha bemutatása | N.A.      | N.A.    | Az új, MultiCam terepmintát utánzó gyakorló egyenruha váltja majd az összes korábbit. A kényelmesebb és praktikusabb zubbony mintázatát úgy alakították ki, hogy többféle terepen is kellőképpen elrejtsen – erdőtől a sivatagig bárhol alkalmazható. A hadgyakorlatokról publikált fotók alapján megállapítható, hogy az új gyakorló ruházat a Kárpát-medence erdőkkel tarkított füves-pusztás tájain kiválóan elrejti a Honvédség katonáit. |     |

#### 2017 beszerzései és eseményei
Katonai, védelmi kiadások összege: 1,463 milliárd USD
Katonai, védelmi kiadások mértéke a GDP százalékában: 1,027%
| Dátum         | Beszerzés / beruházás tárgya                     | Mennyiség | Költség | Rövid leírás | Kép |
| ------------- | ------------------------------------------------ | --------- | ------- | --- | --- |
| 2017. március | Mistral légvédelmi rakétarendszer korszerűsítése | N.A.      | N.A.    | A Honvédség Mistral 3 rakéták szerzett be MATIS MP3 hőkamerákkal együtt a kis hatótávolságú légvédelmi tűzegységei modernizálásához. Ezzel együtt megkezdődött a radaros MCP tűzvezetési pontok modernizációja is. |     |
| 2017. március | Alapfokú kiképző repülőgépek beszerzése          | 2+2       | N.A.    | Márciusban érkezett Szolnokra két Zlin Z–242L és két Zlin Z–143LSi típusú kiképző repülőgép. |     |

#### 2018 beszerzései és eseményei
Katonai, védelmi kiadások összege: 1,792 milliárd USD
Katonai, védelmi kiadások mértéke a GDP százalékában: 1,117%
| Dátum         | Beszerzés / beruházás tárgya                             | Mennyiség                                         | Költség        | Rövid leírás | Kép |
| ------------- | -------------------------------------------------------- | ------------------------------------------------- | -------------- | --- | --- |
| 2018. február | Airbus A319                                              | 2 db                                              | N.A.           | Megérkezik Kecskemétre Honvédség a 2 db Airbus A319-es csapatszállító katonai repülőgépei. A használtan vásárolt repülőgépek várhatóan másfél évtizeden át lesznek szolgálatban. |     |
| 2018. február | CZ kézi lőfegyverek                                      | kb. 200.000 db                                    | N.A.           | Bejelentik, hogy a cseh CZ fegyvergyárral kötött megállapodás értelmében Magyarországon fogják gyártani licenc alapján a Honvédség kézi fegyvereit. Augusztusban be is mutatták az új kézi fegyvereket: CZ Bren 2 gépkarabélyt, a Scorpion EVO3 géppisztolyt és CZ P-07 és P-09 pisztolyokat. Ezek váltják szovjet-orosz eredetű kézi lőfegyvereket. A fegyverek licencgyártása a HM Arzenál Elektromechanikai Zrt. kiskunfélegyházi üzemében történik. 2018 decemberében már 10 ezer új fegyver volt a Honvédség birtokában. |     |
| 2018. március | MRZR-4 különleges műveleti jármű                         | 12 db                                             | N.A.           | 2018. márciusában veszi át a MH 2. vitéz Bertalan Árpád Különleges Rendeltetésű Dandár a Polaris MRZR-4 típusú könnyű műveleti járműveit – „homokfutóit”. |     |
| 2018 június   | Airbus H145M helikopterek                                | 20 db                                             | 105 mrd HUF    | 2018 júniusában szerződéskötés az Airbus Helicopters vállalattal 20 db könnyű többfeladatú H145M helikopter beszerzésére vonatkozóan. A magyar H145M flotta 2021. december 2-án lett teljes. Kiszolgáló-eszközökkel összesen mintegy 105 milliárd forintba került a H145M helikopterek beszerzése és 60 magyar pilótát képeztek ki erre a típusra 2021 decemberéig. |     |
| 2018 december | Airbus H225M helikopter                                  | 16 db                                             | N.A.           | Szerződéskötés az Airbus Helicopters vállalattal 16db H225M közepes szállító helikopter beszerzésére vonatkozóan. A közepes helikopterek leszállítása 2023 és 2025 között várható. |     |
| 2018 december | Leopard 2 harckocsi és PzH2000 önjáró tarack megrendelés | 12 db Leopard 2A4 44 db Leopard 2A7 24 db PzH2000 | 565 millió EUR | A Krauss-Maffei Wegmann vállalatcsoporttal kötött szerződés értelmében 44 db új Leopard 2 A7+ (A7HU) és 24 db PzH2000 (Panzerhaubitze 2000) önjáró löveggel, valamint az ezekhez tartozó kiegészítő eszközökkel és szolgáltatásokkal gyarapodik a Magyar Honvédség. A kiképzésre további 12db Leopard 2 A4HU harckocsit bérel a honvédség, melyek a bérleti idő letelte után magyar tulajdonban maradnak. A harckocsik támogatására 3 db Leguan hídvető harckocsi, és 5 db WiSENT 2 műszaki-mentő harckocsi is megrendelésre került. A 12 db A4 2020. december 1-ig mind beérkezett a tatai dandárhoz, amely magyar harckocsizó fegyvernem otthona. Az első Leopard 2A7 harckocsik 2023-ban érkeznek várhatóan és 2025-re lesz teljes a flotta. |     |
| 2018 december | SAMOC légvédelmi rakéta irányítóközpont megrendelés      | N.A.                                              | N.A.           | A Honvédség megrendelte az Airbus által kifejlesztett légvédelmi irányítóközpontot, amelyet a német Luftwaffe is használ. 2021 augusztusában a győri légvédelmi rakétaezred laktanyájában átadásra került a SAMOC „irodai környezetben” üzemelő rendszere. A rendszernek több fix és mobil (konténeres) alkalmazása lesz. |     |

#### 2019 beszerzései és eseményei
Katonai, védelmi kiadások összege: 2,051 milliárd USD
Katonai, védelmi kiadások mértéke a GDP százalékában: 1,254%
| Dátum          | Beszerzés / beruházás tárgya                                                | Mennyiség            | Költség        | Rövid leírás | Kép |
| -------------- | --------------------------------------------------------------------------- | -------------------- | -------------- | --- | --- |
| 2019. január   | Carl Gustaf M4 többfunkciós gránátvető megrendelés                          | (becsült) 150-250 db | 429 millió SEK | Nyilvánosságra került, hogy Magyarország is rendszerbe állítja a svéd SAAB Bofors Dynamics Carl Gustaf M4 hátrasiklás nélküli lövegek elvén működő többfunkciós gránátvetőt, a megrendelés értéke 429 millió svéd korona, vagyis kb. 55 millió USD. 2019-2024 között történik a szállítás. 2019 szeptemberében megtörtént az első éleslövészet a Carl Gustaf gránátvetőkkel. |     |
| 2019 május     | AIRBUS helikpoteralkatrész-gyár                                             | -                    | N.A.           | Gyulán épít helikpoteralkatrész-gyárat az AIRBUS. Az új létesítmény az Airbus és a magyar állam közös vállalkozásában fog működni. Az Airbus birtokolja majd a részvények többségét és a cég lesz felelős az üzem operatív irányításáért is. A termelés 2022-ben kezdődik várhatóan. Az üzem a honvédségi helikopterbeszerzés ellentételezésének tekinthető és hozzájárul a magyar légijármű és hadipar fejlődéséhez. |     |
| 2019, november | Hirtenberger Defence Systems aknavető és lőszergyártó vállalat megvásárlása | -                    | N.A.           | 2019-ben a magyar állam megvásárolta a Hirtenberger Defence Systems vállalatot a hadiparfejlesztés részeként. A honvédelem szempontjából elsősorban az aknavető lőszergyártás miatt fontos ez a cég, mivel stratégiai cél, hogy az ország önellátó legyen lőszerek tekintetében. A Hirtenberger világszinten meghatározó az aknavető lőszerek és rendszerek terén. Egy 2022-ben készült cégértékelés szerint a HDS a dupláját éri annak az összegnek, amennyiért a magyar állam megvásárolta. A Hirtenberger Defence Systems vállalatot át is fogják telepíteni Magyarországra 2024-ig, várhatóan a Várpalotára tervezett lőszergyár-komplexum részeként fog működni. |     |

#### 2020 beszerzései és eseményei
Katonai, védelmi kiadások összege: 2,41 milliárd USD
Katonai, védelmi kiadások mértéke a GDP százalékában: 1,614%
| Dátum           | Beszerzés / beruházás tárgya                                    | Mennyiség               | Költség                                             | Rövid leírás | Kép |
| --------------- | --------------------------------------------------------------- | ----------------------- | --------------------------------------------------- | --- | --- |
| 2020. augusztus | Lynx gyalogsági harcjármű BPz3 Büffel műszaki-mentő megrendelés | 209 db Lynx 9 db Büffel | 2 milliárd EUR más forrás szerint: 3,1 milliárd EUR | 2020. augusztus 16-án a magyar állam szerződést írt alá a német Rheinmetall céggel Lynx gyalogsági harcjárművek gyártására Magyarországon. 2020. szeptember 9-én 218 darab Lynx gyalogsági harcjárművet rendeltek meg, amelyből 172 darabot a zalaegerszegi Rheinmetall Hungary Zrt. gyárt le. Az első, még Németországban készült Lynx harcjárművek 2022-ben érkeznek Magyarországra, és ugyan ebben az évben tervezik a zalaegerszegi gyár tesztüzemét is. A Lynx harcjárművekkel együtt 9 db BPz3 Büffel műszaki-mentő harckocsi is megrendelésre került. A megrendelt mennyiség a bejelentés óta 256 harcjárműre emelkedett egy az Országgyűlés Honvédelmi és rendészeti bizottságának egyik jegyzőkönyve szerint. Ennek ellenére a hivatalos kommunikáció továbbra is 218 járművel számol. Vélhetően a szerződés tartalmaz opciókat további járművekre, amelyek lehívásáról nem született még nyilvánosan is ismert döntés. |     |
| 2020. november  | KC-390 Millennium szállító repülőgép megrendelés                | 2 db                    | (becsült) 170 millió USD                            | 2020. november 17. szerződés született a brazil EMRAER céggel két darab KC-390 típusú légi utántöltésre is képes katonai szállító repülőgép beszerzéséről – leszállításuk 2024-ben várható. |     |
| 2020. november  | NASAMS légvédelmi rakétarendszer megrendelés                    | 6+1 üteg                | 410 millió EUR (rakéták nélkül)                     | 2020 november 19-én bejelentették, Magyarország a NASAMS norvég-amerikai légvédelmi rakétarendszert beszerzése mellett döntött. A légvédelmi rendszerhez 120db AMRAAM-C7 és 60db AMRAAM-ER került beszerzésre. Az első NASAMS egységek 2023-ban érkeznek, míg a rendszer 2025-re lesz teljes. Az első tűzegységnek 2024 végére el kell érnie a műveleti készenlétet. |     |
| 2020. december  | ELM–2084 multifunkciós radar megrendelés                        | 11 db                   | (becsült) 8,7 millió EUR / db                       | 2020 decemberében szerződés született 11 darab ELM–2084 radar beszerzésére a Magyar Honvédség számára. A radarok a Rheinmetall Canada vállalat segítségével lesznek NATO-kompatibilissá alakítva a magyar igényeknek megfelelően. Az első öt nagy hatótávolságú légtérellenőrző, amely az ország légterének forgalmát figyeli és ellenőrzi, a második (6 darabos) csoportba pedig mobil közepes hatótávolságú radarok, valamint tüzérségi radarok tartoznak. Az első radarok érkezése 2023-ban várható, míg az utolsók 2027-ben állnak szolgálatba. A radarok egy része itthon, Nyírteleken lesz összeszerelve és a későbbiekben karbantartva. |     |
| 2020. december  | Lőszergyár létrehozására Várpalotán                             | -                       | 80 mrd HUF                                          | 2020 decemberében született megállapodás a Rheinmetallal arról, hogy egy közepes és nagy kaliberű lőszerek gyártásával foglalkozó üzem kerül létrehozása Várpalotán. Ugyan itt egy robbanóanyag gyár is épül majd, amelyben elsősorban lőport és RDX robbanóanyagot állítanak majd elő. Az üzem mintegy kétszáz dolgozónak ad majd munkát és jelentős mértékben exportra is termel majd. - Első szakasz: közepes kaliberű (30 mm) gyártása, amely 2024 harmadik negyedévében kezd termelni a tervek szerint, - Második szakasz: nagy kaliber (120 mm és 155 mm) gyártása, 2025-ben kezd termelni várhatóan |     |
| 2020. december  | Lynx harcjárműgyár építésének kezdete                           | -                       | 60 mrd HUF                                          | Letették a Zalaegerszegen épülő Lynx gyár alapkövét december 17-én és ezzel elkezdődött a gyár építése. A gyár próbaüzemére 2022 második felében kerül sor és 2023-tól évi 40-50 harcjármű készül majd Zalaegerszegen. |     |

#### 2021 beszerzései és eseményei
Katonai, védelmi kiadások összege: 3,060 milliárd USD
Katonai, védelmi kiadások mértéke a GDP százalékában: 1,7%
| Dátum           | Beszerzés / beruházás tárgya                    | Mennyiség                               | Költség         | Rövid leírás | Kép |
| --------------- | ----------------------------------------------- | --------------------------------------- | --------------- | --- | --- |
| 2021. február   | Gidrán 4x4 MRAP / M-ATV harcjármű beszerzés     | Első 10db (összesen kb. 300 db várható) | N.A.            | A török Ejder Yalcin 4x4-es harcjárművek alapján készült Gidrán 4x4 MRAP / M-ATV kategóriájú járművek első 10 példánya februárban érkezett a tatai dandárhoz. A tervek szerint a típus Kaposváron kerül volnasorozatgyártásra török licenc alapján a német Rheinmetall közreműködésével. Végül azonban a győri Rába vállalatnál valósul meg a licencgyártás. |     |
| 2021. május     | StrikeShield aktív védelmi rendszer megrendelés | 209 db                                  | 140 millió EUR  | A Honvédség 209 db Lynx harcjármű védelmének fokozására elegendő StrikeShield aktív védelmi rendszert vásárolt 2021. május 18-án kelt közlemény szerint. |     |
| 2021. július    | Spike LR2 páncéltörő rakéta beszerzés           | N.A,                                    | N.A.            | 2021. július 14-én szerződés született a Spike LR2 páncéltörő rakéták beszerzéséről, amely a 2022-ben érkező Lynx harcjárművek fegyverzetének részét képzi majd. Várhatóan a gyalogosan is hordozható indítóállványok is beszerzésre kerülnek, így Lynx járművektől függetlenül is indíthatók lesznek a Honvédség Spike rakétái. |     |
| 2021. augusztus | Gripen vadászrepülő modernizáció                | 14 db                                   | N.A.            | 2021. augusztusában döntés született Honvédség Gripen flottájának modernizációjáról, amely tartalmazza a radar illetve a fegyverzet továbbfejlesztését is. A fejlesztés során a magyar Gripenek új MS20 Block 2 szoftvercsomagot kapnak, modernizálják a radarokat Mk.4 szintre (ezzel 70%-os felderítési távolság növekedés várható), illetve a METEOR és IRIS-T rakéták valamint a GBU-49 lézer-GPS kombinált vezérlésű bombák is bevethetővé válnak a fejlesztés után. Mind a három új fegyvertípus beszerzése folyamatban van. |     |
| 2021. december  | H145M flotta teljessé vált                      | 20 db                                   | 105 mrd HUF     | A magyar H145M flotta 2021. december 2-án lett teljessé vált: mind a 20 helikopter megérkezett. 2022. február elsején állt a típus hivatalosan rendszerbe. |     |
| 2021. december  | IRIS-T légiharc-rakéta beszerzés                | (becsült) 30-34 db                      | 13,6 millió EUR | 2021. december 17-én szerződés született, IRIS-T kis hatótávolságú légiharc-rakéták beszerzéséről. Az új rakéták az elavult AIM-9L Sidewinder rakétákat váltják majd fokozatosan a Gripen vadászrepülők arzenáljában. Az első, becslések szerint 30-34 db rakétát tartalmazó csomagot 13,6 millió euró értékben rendelte meg a Védelmi Beszerzési Ügynökség a Honvédség számára. Későbbiekben további IRIS-T beszerzések várhatóak.                                                                                                |     |
| 2021. december  | M12 aknavető                                    | "alacsony két számjegyű mennyiség"      | N.A.            | Egy év végi sajtóhír szerint 2021-ben a Honvédség „vontatott 120 mm-es aknavetők beszerzését kezdeményezte”, ami a Hirtenberger M12-es aknavetőjére utal. Az "alacsony két számjegyű mennyiségben" beszerzésre kerülő aknavetők 2023-től állnak szolgálatba. |     |

#### 2022 beszerzései és eseményei
Katonai, védelmi kiadások összege: 2,572 milliárd USD
Katonai, védelmi kiadások mértéke a GDP százalékában: 1,5% GDP
| Dátum           | Beszerzés / beruházás tárgya | Mennyiség | Költség                | Rövid leírás | Kép |
| --------------- | --- | --------- | ---------------------- | --- | --- |
| 2022. január    | PzH2000 mintapéldány érkezése | 1db       | N.A.                   | 2022. január 26-án átvette a Magyar Honvédség az első Panzerhaubitze 2000-es önjáró tarack referenciapéldányát, vagyis e minta alapján gyártják majd le a többi önjáró löveget a KMW kasseli üzemében az egyedi magyar igényeket figyelembe véve. Ez a harcjármű visszakerült a gyárba, a véglegesen a Honvédség állományába kerülő PzH2000-esek 2022 augusztusában érkeztek meg. |     |
| 2022. március   | Gidrán és NMS gyártásának előkészítése                                                                                            | -         | -                      | 2022. márciusában a Gidránt (török nevén Ejder Yalçın) és NMS járműveket fejlesztő Nurol Makina megalakította magyarországi leányvállalatát. A kaposvári üzemben készülnek majd a magyar honvédség 4x4-es harcjárművei. A 2022-ben 40 tüzérségi felderítő feladatkört ellátó Gidrán elektronikai eszközökkel történő felszerelése is már Kaposváron történik a BM Heros csarnokaiban. |     |
| 2022 március    | Lynx gyártó üzem átadása | -         | 60 mrd HUF             | Március 26-án átadták a zalaegerszegi Lynx harcjárműveket gyártó üzem épületét. A tervek szerint exportra is termelő gyár próbaüzeme 2022-ben, az "éles üzem" pedig 2023-ban kezdődik várhatóan. A gyár létesítése mintegy 60 milliárd forintjába került az országnak és 500 főt fog foglalkoztatni várhatóan. Az üzemben kutatás-fejlesztésre illetve más Rheinmetall termékek gyártására is sor kerül a jövőben a tervek szerint. |     |
| 2022 március    | Hosszútávú lőszervásárlási szerződés megkötése (2023-2031)                                                                        | N.A.      | "több százmillió euró" | Nagy mennyiségű hadi lőszert vásárol a Rheinmetall cégcsoporttól a Magyar Honvédség – jelentette be Maróth Gáspár védelmi fejlesztésekért felelős kormánybiztos 2022 március 29-én. A lőszerek jelentős részét Magyarországon, a Várpalotán létesülő lőszergyárban fogják legyártani. Az üzemben elsősorban olyan lőszertípusokat fognak gyártani, melyek kompatibilisek a Magyar Honvédség által rendszeresítés alatt álló fegyverrendszerekkel. - 30x173 milliméteres, Lynx gyalogsági harcjárművek által használt gépágyú-lőszert három változatban (vélhetően: páncéltörő, programozható repesz-romboló, gyakorló) - 120x570 milliméteres lőszerek Leopard 2-es harckocsikhoz (vélhetően: DM11 programozható repesz-romboló lőszertípusok valamint ezek gyakorló változatai kerülnek gyártásra), - 155 milliméteres gránátokat és kivető tölteteket a Panzerhaubitze 2000-esekhez - 76 milliméteres haditengerészeti tüzérségi lövedékek gyártását is tervezik kifejezetten exportra A Rheinmetallnak leadott rendelés részét képezik még 40 milliméteres „ROSY” és 76 milliméteres „Maske” ködgránátvető-töltetek, illetve 12,7 milliméteres és 7,62 milliméteres kis kaliberű lőszerek is. A szerződés teljesítése 2023-ban kezdődik és 2031-ig tart. A hazai közepes kaliberű lőszergyártás 2024 második felében kezdődhet el, amit 2025-ban a nagy kaliberű lőszerek gyártása követ a tervek szerint. |     |
| 2022 április    | L-39NG kiképző, könnyű támadó és felderítő repülőgép                                                                              | 12 db     | N.A.                   | 2022 április 20-án bejelentésre került 12 darab Aero L-39 Skyfox kiképző és könnyű támadó repülőgép beszerzése. A 12 darabból 4 darab felderítő konfigurációjú lesz várhatóan, amelyek Wescam MX-15 elektrooptikai megfigyelő műszerrel lesz felszerelve. A repülőgépek beérkezése 2025-től várható. |     |
| 2022 július     | A katonák egyéni felszerelésének megújítása                                                                                       | N.A.      | 64,8 mrd HUF           | Az egyéni felszerelés fejlesztési program magában foglalja többek között az egyéni ruházat, az egyéni harcászati felszerelés, a modern fegyverzet és fegyveroptikai eszközök, és a katona egyéni híradó és informatikai eszközök fejlesztését. A felszerelések beszerzése 2023 végéig megvalósul. |     |
| 2022 augusztus  | PzH2000 érkezése | 1 db      | N.A.                   | 2022. augusztus 5-én megérkezett a PzH 2000 első példánya, amely már véglegesen Magyarországon maradt a januárban érkezett mintapéldánnyal ellentétben. 2023 közepéig mind 24 önjáró löveg megérkezik Tatára. |     |
| 2022 szeptember | Bergepanzer 3 "Büffel" megérkezése                                                                                                | 1 db      | N.A.                   | Az első magyar Bergepanzer 3 "Büffel" műszaki-mentő harckocsi 2022 szeptember 23-án került átadásra Honvédség számára. |     |
| 2022 szeptember | Az Aero Vodochody a.s. repülőgépgyár a magyar állam többségi tulajdonába kerül                                                    | N.A.      | N.A.                   | 2022 szeptember végén került nyilvánosságra, hogy a csehországi Aero Vodochody a.s. repülőgépgyár 80%-os tulajdon részét áttételesen birtokló HSC Aerojet Zrt. a magyar állam tulajdonába került. Az illetékes miniszter az állami tulajdonosi jogok gyakorlójaként az N7 Holding Nemzeti Védelmi Ipari Innovációs Zrt.-t jelölte ki. Az akvizíció következtében elmondható, hogy L-39NG gyakorló és felderítő repülőgépeket a magyar állam lényegében "saját magától" vásárolja meg. |     |
| 2022 október    | Első Lynx harcjármű átadása | 1 db      | N.A.                   | 2022. október 14-én hivatalosan is átadták az első Lynx harcjárművet a Magyar Honvédség számára. A csapatpróbák során szerzett tapasztalatokat hasznosítva alakítják ki a végleges konfigurációt a sorozatgyártáshoz. |     |
| 2022 december   | Az RGW 110 páncéltörő fegyverek megrendelése és az azt gyártó Dynamit Nobel Defence (DND) magyarországi vállalatának megalapítása | -         | N.A                    | 2022 december 9-én aláírták a szerződést a Dynamit Nobel Defence (DND) és az állami tulajdonú N7 Holding Zrt. között egy közös vállalat létrehozására, amelynek célja a német-izraeli DND vállalat termékeink magyarországi gyártása. Itt elsősorban a RGW 110 kézi páncéltörő fegyverekről van szó, amelyek hazai gyártását már régóta tervezi a kormányzat. A DND vállalat szóvivője megerősítette: az RGW 110-es páncéltörő fegyverekre "jelentős megrendelést" kaptak a Magyar Honvédségtől. |     |
| 2022 december   | A várpalotai lőszergyár-komplexum alapkő letétele                                                                                 | -         | -                      | 2022 december 15-én a várpalotai lőszergyár-komplexum alapkőletétele megtörtént. A termelés megkezdése 2024 végén várható. |     |
| 2022 december   | A magyar állam és a cseh Colt CZ Group közös vállalatot alapít kézi lőfegyverek gyártása céljából                                 | -         | -                      | Kézifegyvergyártó közös vállalatot alapít Magyarországon a cseh Colt CZ Group és a magyar állami hadipart összefogó N7 Holding Zrt. a magyar haderő lőfegyverekkel történő ellátására. A vegyesvállalatban a Colt CZ 51, a magyar állam 49 százalékot birtokol majd. A cég a HM Arzenál Zrt. kiskunfélegyházi telephelyén fog működni, ahol eddig is a Colt CZ fegyverek licencgyártása történt a magyar fegyveres testületek számára. A magyar fél biztosítja a gyártóüzemet, a technológiát és a szakképzett munkaerőt. A Colt CZ biztosítja gyártási know-how-ját, ellátási láncát és hozzáférést kiterjedt értékesítési hálózatához. Ezzel a konstrukcióval várhatóan tartósan új megrendelésekhez juthat az elsősorban a hazai igények kielégítésére zöldmezős beruházásként létrehozott modern fegyvergyártó üzem. |     |

#### 2023 beszerzései és eseményei
Katonai, védelmi kiadások összege: 4,3 milliárd USD
Katonai, védelmi kiadások mértéke a GDP százalékában: 2%
| Dátum          | Beszerzés / beruházás tárgya                                     | Mennyiség | Költség                                 | Rövid leírás | Kép |
| -------------- | ---------------------------------------------------------------- | --------- | --------------------------------------- | --- | --- |
| 2023 január    | Első Magyarországon készülő Lynx harcjármű gyártásának kezdete   | -         | -                                       | 2023. január 12-én elkezdődött az első Magyarországon készülő Lynx harcjármű gyártása a Rheinmetall zalaegerszegi telephelyén. Egyelőre a gyár próbaüzeme zajlik, a tényleges sorozatgyártás 2023 júliusában indul a tervek szerint. Az első itthon készült harcjárművek átadása 2024-ben várható. |     |
| 2023 március   | Digitális rádiók és hírközlő rendszerek beszerzése               | N.A.      | N.A.                                    | 2023 márciusában került nyilvánosságra, hogy Honvédség az Elbit Systems E-LynX típusú digitális rádiócsaládját rendszeresíti. Ezekkel a szoftver alapú hangot, képet, adatot is továbbítani képes rádiókkal lesznek felszerelve a honvédség katonái és harcjárművei egyaránt. |     |
| 2023 június    | További Mistral-3 rakéták beszerzése                             | N.A.      | N.A.                                    | 2023 júniusában Magyarország négy másik országgal együtt további Mistral-rakéták közös beszerzésére írt alá szándéknyilatkozatot. Az öt ország együttesen mintegy 1000 rakéta beszerzését tervezi. A szándéknyilatkozat csak rakétákra vonatkozik, további indítókat vagy más kapcsolódó berendezéseket nem tartalmaz a várható beszerzés. |     |
| 2023 július    | Az első két H225M helikopter érkezése                            | 2 db      | -                                       | A Magyar Légierő első két H225M típusú helikopter 2023 július 17-én megérkezett új otthonába: a szolnoki bázisra. |     |
| 2023 július    | Hero "öngyilkos drónok" beszerzése                               | N.A.      | "alacsony, három számjegyű millió euró" | A Magyar Honvédség HERO típusú "öngyilkos drónokat" rendelt. A lőszerek értéke az alacsony, három számjegyű millió eurós tartományba esik A szállítás 2024-ben kezdődik, és a tervek szerint 2025-ben fejeződik be – áll a Rheinmetall közleményében. A tervek szerint a drónok egy része Magyarországon fog készülni. |     |
| 2023 augusztus | Lynx harcjármű-gyár átadása                                      | -         | -                                       | A Rheinmetall és magyar állam közös, Lynxeket előállító harcjárműgyára hivatalosan is átadására került 2023 augusztus 18-án. |     |
| 2023 október   | NASAMS hivatalos átadása                                         | 2 üteg    | -                                       | 2023 október 26-án a honvédelmi miniszter hivatalosan is átadta a NASAMS légvédelmi rendszer első kér alegységét a győri MH Dánielfy Tibor 205. Légvédelmi Rakétaezrednek. 2024 nyaráig a gyártó további négy NASAMS alegységet, valamint egy kisebb tartalék alegység technikai eszközeit szállítja. |     |
| 2023 október   | Gidrán harcjárműgyár létrehozása Győrben                         | -         | -                                       | 2023 október 31-én egyetértési megállapodást (szándéknyilatkozatot) írt alá vegyesvállalat alapításáról a Rába Autóipari Holding Nyrt., a Gidránokat eddig gyártó NUROL Makina valamint az N7 Holding Zrt képviselői, amely egy közös győri gyártóüzem létrehozását célozza a Gidrán harcjárművek számára. A gyár hazai és export igényeket egyformán kiszolgál majd a tervek szerint. A gyártás jogi keretét biztosító közös vállalatának: a Gidrán Páncélozott Járművek Kft. létrehozására vonatkozó szerződést december 18-án írták alá Győrben.                     |     |
| 2023 november  | További két H225M helikopter érkezett                            | 2 db      | -                                       | 2023 november 6-án további két H225M helikopter érkezett szolnoki helikopter dandárhoz. |     |
| 2023 november  | Kiskaliberű NATO lőszerek hazai gyártása                         | -         | -                                       | November 2-án az N7 védelmi ipari holding és az olasz Beretta vállalatcsoport vezetői szándéknyilatkozatot írtak alá 7,62 mm-es és 12,7 mm-es NATO lőszerek magyarországi gyártására vonatkozóan. A gyártás helyszíne várhatóan a 2022-ben a Beretta tulajdonába került MFS vállalat siroki üzeme lesz. |     |
| 2023 december  | További két H225M helikopter érkezett                            | 2 db      | -                                       | 2023 december 4-én további két H225M helikopter érkezett Szolnokra. |     |
| 2023 december  | Leopard 2A7HU, Wisent-2, Leguan harckocsik érkezése              | 5+1+1 db  | -                                       | December 14-én átadták a Magyar Honvédség első 5 darab Leopard 2A7HU típusú harckocsijait egy WiSENT 2 műszaki harcjármű és egy Leguan hídvető harckocsival egyetemben. |     |
| 2023 december  | KF51 Panther harckocsi fejlesztése                               | -         | 288 millió euró                         | December 14-én magállapodás született a magyar állami tulajdonú hadiipari holding: N7 Holding Nemzeti Védelmi Ipari Innovációs Zrt és a Rheinmetall Landsysteme között azzal a céllal, hogy egy új közös fejlesztésű harckocsit hozzanak létre a Rheinmetall KF51 Panther névre keresztelt harckocsi prototípusára építve. A magyar állam 288 millió eurót fektet a projektbe, amely 70 magyar mérnök és a zalaegerszegi Rheinmetall harcjárműgyár bevonásával egy automata töltős 120 mm-es löveggel felszerelt korszerű harckocsit fog eredményezni a tervek szerint. |     |
| 2023 december  | KMW harcjárművek javítóbázisának megteremtése HM Currus Zrt.-nél | -         | -                                       | A HM Currus Zrt., a KMW Hungary Kft. és a német KMW+Nexter Defense Systems (KNDS) vállalatok szándéknyilatkozatot írtak alá a KNDS cég által szállított harckocsik és önjáró lövegek üzemeltetéséről, illetve karbantartásáról december 14-én Tatán, az MH Klapka György 1. Páncélosdandár laktanyájában. A jövőben a cégek közösen végzik majd a tatai és gödöllői telephelyeken a Leopard 2 harckocsik és a PzH2000 páncélos lövegek üzemeltetését és karbantartását.                                                                                                 |     |
| 2023 december  | A Lynx harcjármű légvédelmi változatának kifejlesztése           | -         | 30 millió EUR                           | Egy 2023. december 15-én aláírásra került 30 millió euró értékű szerződés értelmében a Rheinmetall kifejleszti a magyar igényekre szabott légvédelmi Lynx harcjárművet Skyranger 30 toronnyal és Mistral rakétákkal felszerelve. Az első tesztpéldány átadása 2024-ben várható. |     |
| 2023 december  | Elkészült az első magyarországi gyártású Lynx harcjármű          | -         | -                                       | December 21-én kigördült a zalaegerszegi gyárból az első magyarországi gyártású Lynx harcjármű. Intenzív tesztelést követően 2024 közepén fogják átadni az első itthon készült harcjárműveket. |     |

#### 2024 beszerzései és eseményei
Katonai, védelmi kiadások összege: még nem ismert
Katonai, védelmi kiadások mértéke a GDP százalékában:  még nem ismert
| Dátum           | Beszerzés / beruházás tárgya                                     | Mennyiség | Költség | Rövid leírás | Kép |
| --------------- | ---------------------------------------------------------------- | --------- | ------- | --- | --- |
| 2024 február    | Gripen-flotta bővítése és műszaki támogatásának meghosszabbítása | 4 db      | N.A.    | 2024 február 23-án szerződés született a 2026 után magyar állam tulajdonába kerülő eddig lízingelt 14 Gripen repülőgép műszaki támogatásának 2036-ig történő meghosszabbításáról. Ezzel eldőlt, hogy még legalább 10 évig a Gripenek adják a Magyar Légierő gerincét. A megállapodás értelmében 4 darab együléses Gripen C vadászrepülővel bővül a vadászgép flottánk 2025-26 között. A beérkező repülőgépek rendelkezni fog azokkal a korszerűsítésekkel, amelyekben a jelenlegi flottánk részesült és részesülni fog a közeli jövőben (MS20 Block 2 csomag). Ezekkel a repülőgépekkel 18 vadászgépre nő a légiflottánk. |     |
| 2024 július     | Első hazai gyártású Lynx harcjármű átadása                       | -         | -       | Július 24-én hivatalosan is átadták az első Magyarországon készült Lynx harcjárművet a Magyar Honvédség számára. |     |
| 2024 július     | 30 mm lőszereket gyártó várpalotai lőszergyár átadása            | -         | -       | Július 29-én Várpalotán hivatalosan átadták a Rheinmetall és a magyar állam közös lőszergyárát, amely 30x173 mm lőszereket állít majd elő 2024 októberétől kezdődően. |     |
| 2024 szeptember | Első magyar KC-390 Millennium szállítórepülőgép érkezése         | -         | -       | Szeptember 5-én megérkezett a Magyar Honvédség vitéz Szentgyörgyi Dezső 101. Repülődandár bázisára, Kecskemétre az első magyar KC-390 Millennium katonai szállító repülőgép. |     |
| 2024 december   | Eszközök beérkezése                                              | -         | -       | A 2024-es év folyamán folyamatosan érkeztek be a korábban megrendelt eszközök. 2024 végén a Magyar Honvédség az alábbi modern harci eszközökkel rendelkezett: - 33 darab Leopard 2A7HU harckocsival - két WiSENT 2 műszaki harckocsival - 14 darab H225M helikopterrel - 24 darab PZH2000 önjáró löveggel rendelkezett - 46 darab Lynx A Gidrán harcjárművek leszállítása is folyamatos, pontos számuk azonban nem ismert. |     |

#### 2025 beszerzései és eseményei
Katonai, védelmi kiadások összege: még nem ismert
Katonai, védelmi kiadások mértéke a GDP százalékában:  még nem ismert
| Dátum       | Beszerzés / beruházás tárgya           | Mennyiség | Költség | Rövid leírás | Kép |
| ----------- | -------------------------------------- | --------- | ------- | --- | --- |
| 2025 január | Caracal mesterlövész-puskák beszerzése | 50 db     | N.A.    | 2025 január 29-án szerződés született az Egyesült Arab Emírségekben székelő EDGE Groupppal Caracal típusú mesterlövész-puskák beszerzéséről a MH számára. 25 db .308-as valamint 25 darab .338-as kaliberű mesterlövész-puska került beszerzésre 2026-os leszállítással. |     |
| 2025 május  | első Skyfox repülőgépek érkezése       | 3 db      | N.A.    | 2025. május 30-án megérkezett az első 3 Skyfox repülőgép Kecskemétre. Várhatóan 2025-ös év végére mind 8 kiképző változatú repülőgép megérkezik. |     |
| 2025 június | Újabb Gidrán harcjárművek érkezése     | 56 db     | N.A.    | 2025 június 21-én 56 új Gidrán harcjármű érkezett Törökországból a Honvédség állományába. Ezzel a szállítmánnyal a Honvédség Gidrán állománya 106-ra emelkedett. |     |
| 2025 július | H225M flotta teljessé vált             | 16 db     | N.A.    | 2025. július 11-én teljessé vált a 16 gépes flotta. |     |